# Pont à haubans de Plaisance
Le pont à haubans de Plaisance est un pont ferroviaire qui permet à la ligne à grande vitesse Milan-Bologne de traverser le Pô.
Il a été inauguré en 2009, simultanément à la mise en service de la ligne.

## Caractéristiques
Du nord au sud, l'ouvrage se compose de quatre parties :
- un viaduc à 5 travées, long de 259,17 m, qui va au-delà de la rive gauche et du lit majeur
- le pont à haubans, long de 400 m, qui traverse le fleuve
- un viaduc à 12 travées de 554,03 m de long, qui enjambe une plaine inondable
- un viaduc à 3 travées de 129,49 m de long, qui va au-delà de la rive droite.

Le pont à haubans proprement dit se compose d'une travée centrale de 192 m et de deux travées latérales de 104 m chacune. Les pylônes supportant les haubans mesurent 65 m de haut, dont 51 m au-dessus du niveau de la voie. Le pont à haubans de Plaisance détient le record du plus long pont ferroviaire à haubans au monde.